# Országos Társadalombiztosító Intézet
Az Országos Társadalombiztosító Intézet (rövidítve: OTI) az 1927. évi XXI. törvénycikkel létrehozott állami szervezet volt, amely a magyar társadalombiztosítás rendszerét volt hivatott átszervezni. A szervezet neve az 1927. évi XXI. törvény szerint Országos Munkásbiztosító Intézet, 1928. X. 1-től pedig Országos Társadalombiztosító Intézet. Mindkét törvény (lex Vass I, lex Vass II) Vass József nevéhez fűződik, aki a Bethlen-kormány népjóléti és munkaügyi minisztere volt.

## Az intézet tevékenysége
Az OTI eredetileg a Népjóléti és Munkaügyi Minisztérium, majd, 1932-től a Belügyminisztérium felügyelete alá tartozott, egészen 1945. január 1-ig. Ekkor az Ideiglenes Nemzeti Kormány úgy rendelkezett, hogy az OTI a Népjóléti Minisztérium felügyelete alá kerül.

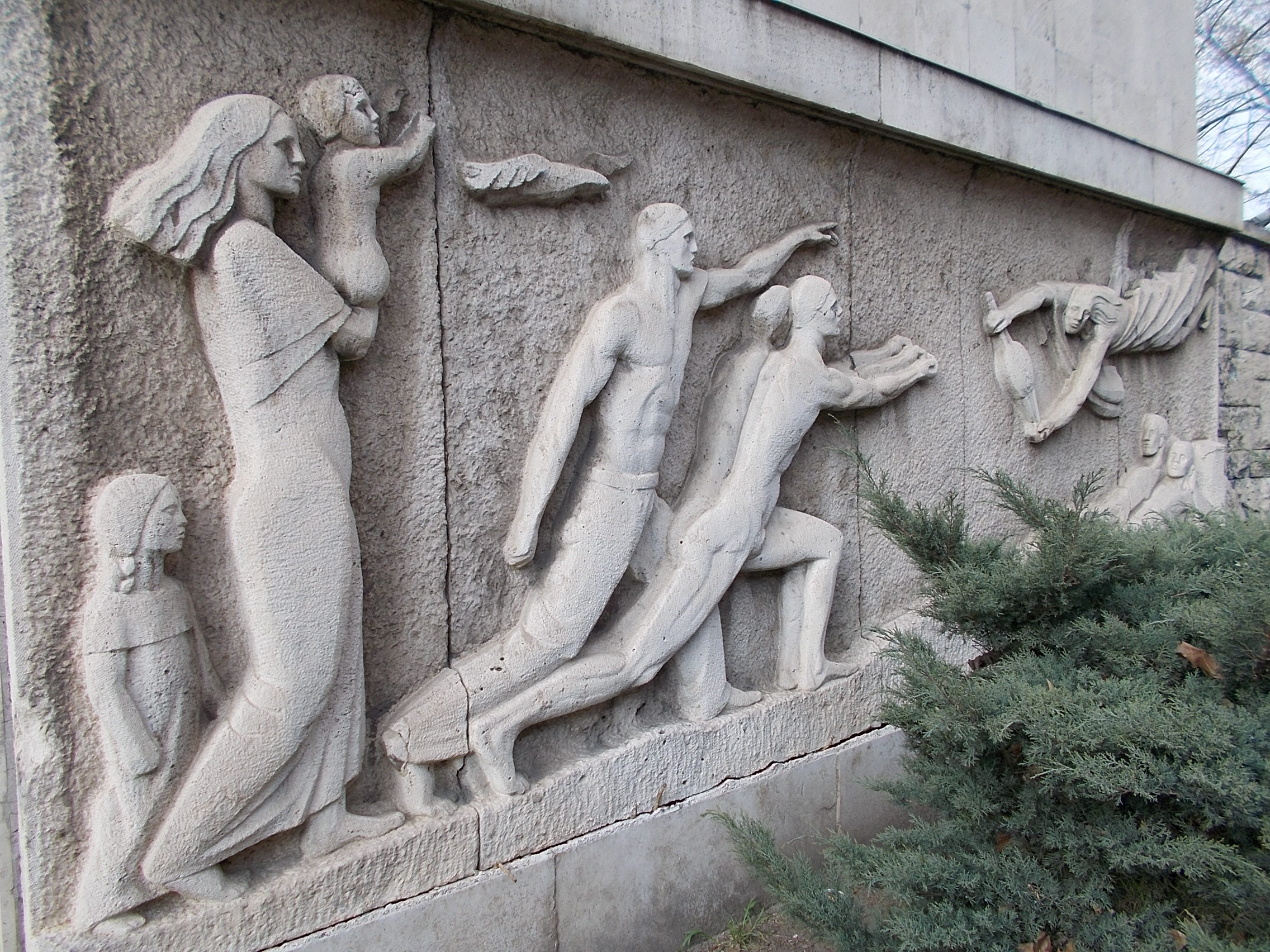
A Fiumei úti baleseti központ egyik domborműve

1927 májusában 405 ággyal megnyitották az OTI Központi Kórházát, az Uzsoki Utcai Kórházat a zsidó leányárvaház épületében és a szomszédos telken. 1930-ra európai színvonalú kórházi hátteret biztosított ügyfeleinek. Az 1930-as években felépült az önálló Baleseti Kórház, 1940-ben pedig a traumatológiai osztály is beköltözött a Fiumei úti épületbe (Magdolna Kórház). 1942-re az OTI decentralizálta budapesti ügyvitelét, és kerületileg illetékes fiókhálózati rendelőintézeteket építettek ki, megszüntetve a növekvő taglétszámmal járó központ zsúfoltságát.
A második világháború pusztításai nem kímélték a biztosítóintézeteket sem. Nagy károk keletkeztek a kórházakban, rendelőintézetekben és felszereléseikben. A társadalombiztosítást ért háborús veszteségeket – 1946-ban összegyűjtött adatok alapján – 160 millió (akkori!) dollárra becsülték. Az első hónapokban rendkívül súlyos volt a helyzet, a pénzhiány miatt 1945. március 16-tól az Országos Társadalombiztosító Intézet kénytelen volt ideiglenesen beszüntetni a betegségi segélyek folyósítását, amit a Minisztertanács 20 millió pengő támogatással igyekezett enyhíteni. Az anyagi nehézségeken kívül gondot okozott a nagymérvű orvos- és gyógyszerhiány, a rossz közlekedés is. A betegségi biztosítás jogalapja 1945 után is az 1927. évi XXI. sz. törvénycikk volt, de a rendelkezéseket a megváltozott körülményekhez igazították – a módosító és kiegészítő kormányrendeletek sokaságát az 1955. évi 39. sz. törvényerejű rendelet összegezte. 1945–47-ben a biztosítottak körét kiterjesztették a mezőgazdasági dolgozókra, a házfelügyelőkre és a közmunkákon, illetve az átmeneti munkanélküliség enyhítésére szervezett munkákon foglalkoztatottakra is. 1947 után, az egyre növekvő számú női alkalmazott miatt bővült a biztosított igényjogosult családtagok köre. 1948-ban az OTI-nak már 31 országos intézménye és széleskörű vidéki szakrendelői hálózata volt.

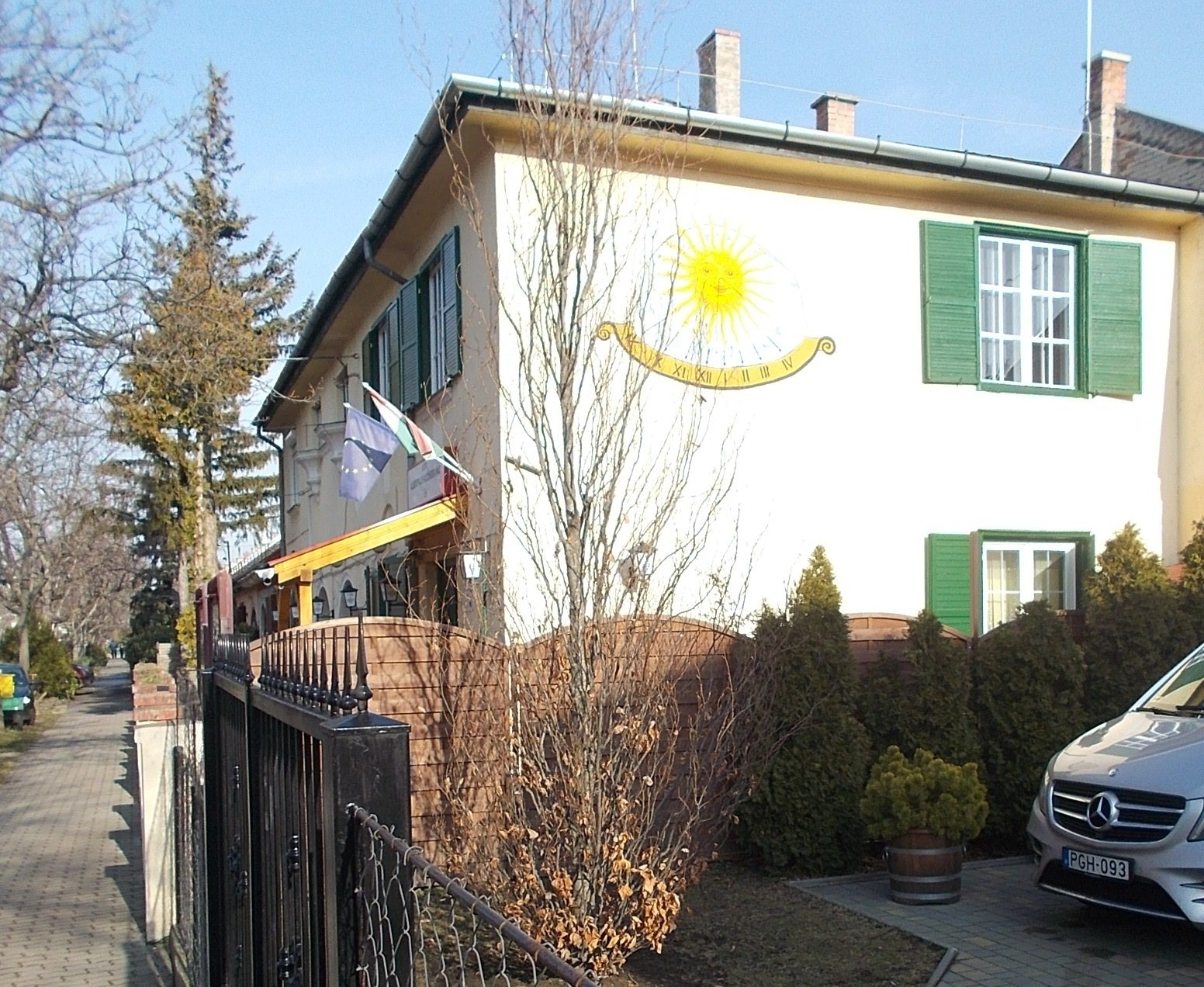
Az 1929–31-ben épült Albertfalvi Közösségi Ház az Albertfalvai Tisztviselő- vagy OTI-telepen

Az 1928-tól önkormányzati formában működő intézet az év január 30-án feladatait 22 kerületi, ugyanennyi vállalti és a Debreceni Kereskedelmi Betegsegélyező pénztáron mint helyi szervezeten keresztül látta el. Működését a munkaadókból és munkavállalókból paritásos alapon összeállt választmányok ellenőrizték, amik konkrét ügyekben is határoztak. Az OTI központi választmányának elnökét az államfő nevezte ki. A betegségi biztosítást néhány foglalkozási ágban (posta, vasút, bányák, hajózás, dohányjövedék, kohászat) külön szervezetek intézték; közülük a Magánalkalmazottak Biztosító Intézete (MABI) volt a legjelentősebb. Önkéntes biztosításra kizárólag az OTI-nál, a MABI-nál és a bányatárspénztáraknál nyílt lehetőség.

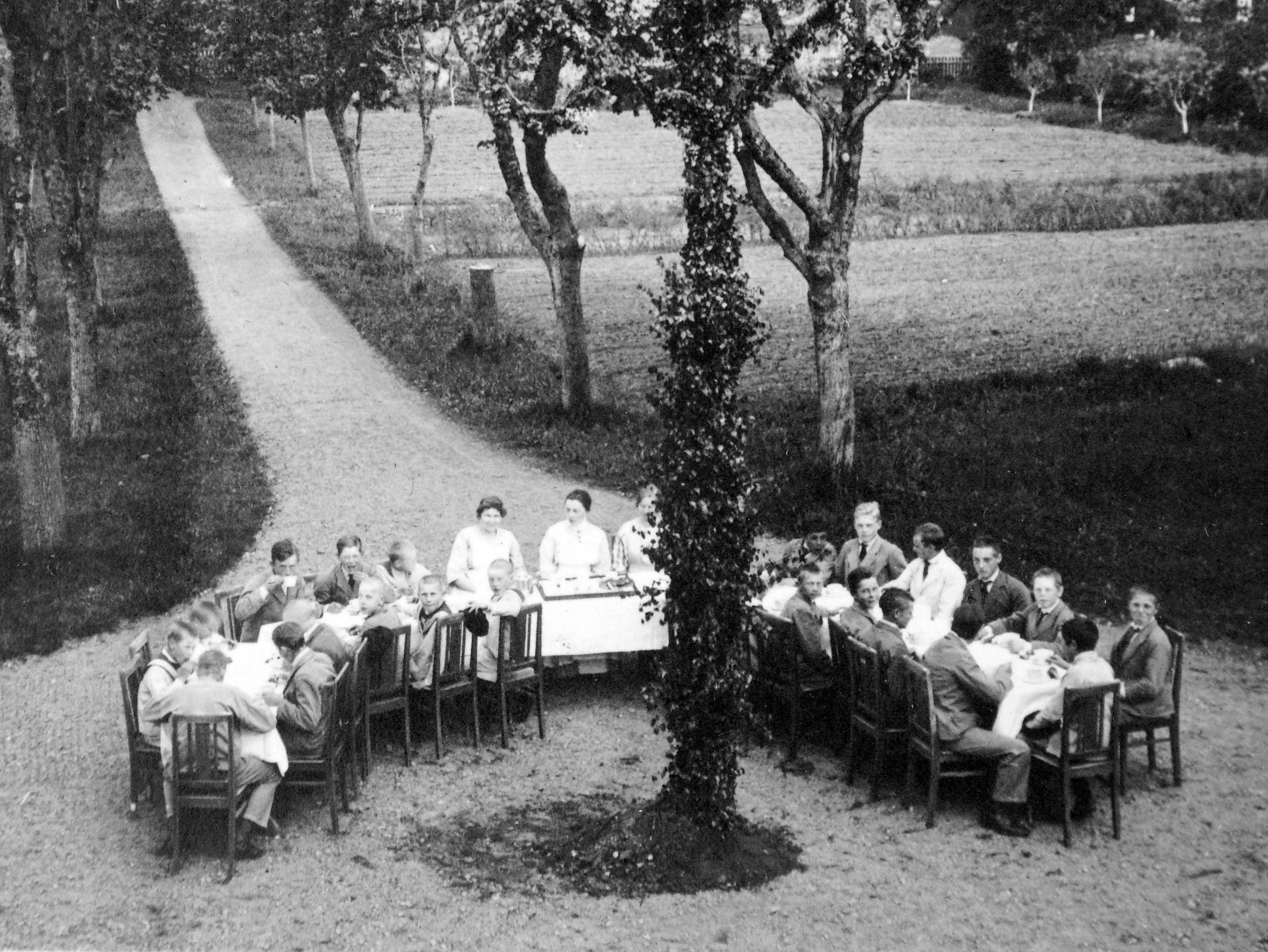
A Visegrád Gizella-telepi OTI-szanatórium parkja, 1930

Az ezerkilencszázhúszas évek végi biztosítási törvények úgy rendelkeztek, hogy az intézetek tartalékalapjuk 30%-a erejéig kihelyezhetik tőkéjüket lakásépítési hitelekbe. Az OTI és a MABI élt is ezzel: kezdetben bérházakat építtettek, később kislakásépítő szövetkezetek kötvényeibe fektették a pénzüket. Az állam 1928-ban beszüntette a lakásépítési hitelek folyósítását, és hamarosan létrehozta az Országos Lakásépítő Hitelszövetkezetet (OLH), amely kötvényeket bocsátott ki állami garanciával. Ezek nagy részét a nagy biztosítóintézetek vásárolták fel, így az 1930-as években az OTI-nak közel 8 millió pengő névértékű kötvénye volt. 1939-ben a főváros úgy határozott, hogy az OTI húszmilliós kölcsönére alapozva kezd a barakktelepeket kiváltandó munkáslakás-építésbe. Magyarország belépéséig a második világháborúba ez kétezer új kislakással gyarapította a tanácsi lakásszektort.
1948-ban megkezdődött a társadalombiztosítás rendszerének államosítása, centralizálása. Először felszámolták az OTI mellett működő más biztosítókat – ezek feladatkörét az OTI vette át, – majd 1950-ben megkezdődött az OTI felszámolása is. Először a kórházak, orvosi rendelők, szanatóriumok kerültek az állam kezébe, majd 1950. november 1-vel az OTI megmaradt működési területeit a Szakszervezeti Társadalombiztosítási Központ (SZTK) vette át. Ezzel az OTI működése megszűnt.